# A Ferencvárosi TC 1934–1935-ös szezonja
A Ferencvárosi TC 1934–1935-ös szezonja szócikk a Ferencvárosi TC első számú férfi labdarúgócsapatának egy szezonjáról szól, mely összességében és sorozatban is a 32. idénye volt a csapatnak a magyar első osztályban. A klub fennállásának ekkor volt a 36. évfordulója.

## Mérkőzések
| Színmagyarázat | Színmagyarázat |
| -------------- | -------------- |
|                | Győzelem.      |
|                | Döntetlen.     |
|                | Vereség.       |

### Közép-európai kupa1935
1. forduló
| 1935. június 16. |

| AS Roma                       | 3 – 1               | Ferencváros |
| ----------------------------- | ------------------- | ----------- |
| Scopelli 23' 72' Cattaneo 26' | (2 – 1) Jegyzőkönyv | Móré 41'    |

| Nazionale PNF Stadion, Róma Nézőszám: 14 000 |

| 1935. június 22. |

| Ferencváros                                                                             | 8 – 0               | AS Roma |
| --------------------------------------------------------------------------------------- | ------------------- | ------- |
| Sárosi I 24' (11-esből) 30' 40' (11-esből) 61' (11-esből) Toldi 58' Kemény 76' 80' Kiss | (3 – 0) Jegyzőkönyv |         |

| Üllői út, Budapest |

2. forduló
| 1935. június 30. |

| Židenice Brno                          | 4 – 2               | Ferencváros           |
| -------------------------------------- | ------------------- | --------------------- |
| Rulc 12' Nývlt 30' Šterc 54' Průša 88' | (2 – 0) Jegyzőkönyv | Kiss 49' Sárosi I 51' |

| Brno Nézőszám: 17 000 |

| 1935. július 6. |

| Ferencváros                                       | 6 – 1               | Židenice Brno |
| ------------------------------------------------- | ------------------- | ------------- |
| Sárosi I 9' 47' Kiss 43' Toldi 54' 85' Táncos 66' | (2 – 1) Jegyzőkönyv | Šterc 16'     |

| Üllői út, Budapest Nézőszám: 20 000 |

Elődöntő
| 1935. július 21. |

| Ferencváros                   | 4 – 2               | Austria Wien     |
| ----------------------------- | ------------------- | ---------------- |
| Sárosi I 38' 60' Kiss 47' 87' | (1 – 1) Jegyzőkönyv | Sindelar 35' 78' |

| Üllői út, Budapest Nézőszám: 25 000 |

| 1935. július 28. |

| Austria Wien                          | 3 – 2               | Ferencváros   |
| ------------------------------------- | ------------------- | ------------- |
| Sindelar 29' Jerusalem 47' Adamek 54' | (1 – 1) Jegyzőkönyv | Toldi 42' 67' |

| Praterstadion, Bécs Nézőszám: 54 000 |

(folytatását lásd az 1935–36-os szezonnál)

### PLASZ I. osztály 1934–35

#### Őszi fordulók
| 1. forduló 1934. szeptember 30. |

| Ferencváros                   | 6 – 1       | Phőbus FC |
| ----------------------------- | ----------- | --------- |
| Kovács Sárosi I Toldi Székely | Jegyzőkönyv |           |

| Üllői út, Budapest |

- Elhalasztott mérkőzés.

| 2. forduló 1934. szeptember 9. |

| Attila FC | 3 – 1       | Ferencváros |
| --------- | ----------- | ----------- |
|           | Jegyzőkönyv | Sárosi I    |

| Miskolc |

| 3. forduló 1934. szeptember 16. |

| Ferencváros            | 3 – 1       | Kispest |
| ---------------------- | ----------- | ------- |
| Székely Toldi Sárosi I | Jegyzőkönyv |         |

| Üllői út, Budapest |

| 4. forduló 1934. szeptember 23. |

| Hungária | 2 – 3               | Ferencváros  |
| -------- | ------------------- | ------------ |
|          | (0 – 1) Jegyzőkönyv | Toldi Táncos |

| Hungária körút, Budapest |

| 5. forduló 1934. október 13. |

| Ferencváros           | 3 – 1       | III. Kerületi TVE |
| --------------------- | ----------- | ----------------- |
| Sárosi I Toldi Kovács | Jegyzőkönyv |                   |

| Üllői út, Budapest |

| 6. forduló 1934. október 21. |

| Somogy FC | 3 – 7       | Ferencváros             |
| --------- | ----------- | ----------------------- |
|           | Jegyzőkönyv | Sárosi I Székely Kovács |

| Kaposvár |

| 7. forduló 1934. október 28. |

| Ferencváros | 1 – 1       | Újpest |
| ----------- | ----------- | ------ |
| Toldi       | Jegyzőkönyv |        |

| Üllői út, Budapest |

| 8. forduló 1934. november 4. |

| Ferencváros | 0 – 2       | Budai 11 |
| ----------- | ----------- | -------- |
|             | Jegyzőkönyv |          |

| Üllői út, Budapest |

| 9. forduló 1934. november 11. |

| Soroksár FC | 0 – 2       | Ferencváros  |
| ----------- | ----------- | ------------ |
|             | Jegyzőkönyv | Kovács Toldi |

| Budapest |

| 10. forduló 1934. november 29. |

| Ferencváros          | 4 – 4       | Szeged FC |
| -------------------- | ----------- | --------- |
| Sárosi I ög' Székely | Jegyzőkönyv |           |

| Üllői út, Budapest |

- Elhalasztott mérkőzés.

| 11. forduló 1934. november 25. |

| Ferencváros             | 5 – 1       | Bocskai FC |
| ----------------------- | ----------- | ---------- |
| Sárosi I Táncos Székely | Jegyzőkönyv |            |

| Üllői út, Budapest |

#### Tavaszi fordulók
| 12. forduló 1935. február 24. |

| Ferencváros          | 4 – 4               | Soroksár FC |
| -------------------- | ------------------- | ----------- |
| Sárosi I Kemény Móré | (3 – 3) Jegyzőkönyv |             |

| Üllői út, Budapest |

| 13. forduló 1935. március 3. |

| Szeged FC | 1 – 6               | Ferencváros          |
| --------- | ------------------- | -------------------- |
|           | (0 – 3) Jegyzőkönyv | Sárosi I Kemény Móré |

| Szeged |

| 14. forduló 1935. március 10. |

| Bocskai FC | 0 – 1       | Ferencváros |
| ---------- | ----------- | ----------- |
|            | Jegyzőkönyv | Sárosi I    |

| Debrecen |

| 15. forduló 1935. március 17. |

| Budai 11 | 1 – 0       | Ferencváros |
| -------- | ----------- | ----------- |
|          | Jegyzőkönyv |             |

| Üllői út, Budapest |

| 16. forduló 1935. március 23. |

| Phőbus FC | 3 – 3       | Ferencváros              |
| --------- | ----------- | ------------------------ |
|           | Jegyzőkönyv | Lázár Sárosi I Monostori |

| Budapest |

| 17. forduló 1935. március 31. |

| Ferencváros                  | 5 – 0       | Attila FC |
| ---------------------------- | ----------- | --------- |
| Móré Kiss Monostori Sárosi I | Jegyzőkönyv |           |

| Üllői út, Budapest |

| 18. forduló 1935. április 7. |

| Kispest | 0 – 4       | Ferencváros |
| ------- | ----------- | ----------- |
|         | Jegyzőkönyv | Móré Lázár  |

| Üllői út, Budapest |

| 19. forduló 1935. április 28. |

| Ferencváros | 3 – 1       | Hungária |
| ----------- | ----------- | -------- |
| Kiss Kemény | Jegyzőkönyv |          |

| Üllői út, Budapest |

| 20. forduló 1935. május 5. |

| III. Kerületi TVE | 2 – 6       | Ferencváros                |
| ----------------- | ----------- | -------------------------- |
|                   | Jegyzőkönyv | Toldi Kemény Kiss ög' Móré |

| Hungária körút, Budapest |

| 21. forduló 1935. május 26. |

| Ferencváros                 | 5 – 1       | Somogy FC |
| --------------------------- | ----------- | --------- |
| Móré Táncos Kemény Sárosi I | Jegyzőkönyv |           |

| Üllői út, Budapest |

| 22. forduló 1935. június 2. |

| Újpest | 0 – 0               | Ferencváros |
| ------ | ------------------- | ----------- |
|        | (0 – 0) Jegyzőkönyv |             |

| Megyeri út, Újpest |

#### A végeredmény
| #  | Csapat       | J  | Gy | D | V  | Rg | Kg | Gk  | P  | Megjegyzés                         |
| -- | ------------ | -- | -- | - | -- | -- | -- | --- | -- | ---------------------------------- |
| 1  | Újpest       | 22 | 15 | 5 | 2  | 66 | 17 | +49 | 35 | Bajnok, 1935-ös közép-európai kupa |
| 2  | Ferencváros  | 22 | 14 | 5 | 3  | 72 | 32 | +40 | 33 | 1935-ös közép-európai kupa         |
| 3  | Hungária     | 22 | 13 | 3 | 6  | 63 | 32 | +31 | 29 | 1935-ös közép-európai kupa         |
| 4  | Szeged FC    | 22 | 11 | 5 | 6  | 44 | 44 | 0   | 27 | 1935-ös közép-európai kupa         |
| 5  | Kispest      | 22 | 8  | 7 | 7  | 41 | 50 | -9  | 23 |                                    |
| 6  | Phőbus       | 22 | 8  | 5 | 9  | 48 | 46 | +2  | 21 |                                    |
| 7  | Soroksár FC  | 22 | 7  | 7 | 8  | 35 | 47 | -12 | 21 |                                    |
| 8  | Budai 11     | 22 | 7  | 6 | 9  | 36 | 36 | 0   | 20 |                                    |
| 9  | Bocskai FC   | 22 | 6  | 5 | 11 | 35 | 39 | -4  | 17 |                                    |
| 10 | III. Kerület | 22 | 6  | 5 | 11 | 35 | 44 | -9  | 17 |                                    |
| 11 | Attila FC    | 22 | 6  | 3 | 13 | 24 | 57 | -33 | 15 |                                    |
| 12 | Somogy FC    | 22 | 1  | 4 | 17 | 24 | 79 | -55 | 6  | Kiesett az NB II-be                |

#### Eredmények összesítése
Az alábbi táblázatban összesítve szerepelnek a Ferencvárosi TC 1934/35-ös bajnokságban elért eredményei.
| Ősz/tavasz (forduló)    | Otthon | Otthon | Otthon | Otthon | Otthon | Otthon | Otthon | Idegenben | Idegenben | Idegenben | Idegenben | Idegenben | Idegenben | Idegenben |
| Ősz/tavasz (forduló)    | M      | GY     | D      | V      | LG–KG  | GK     | P      | M         | GY        | D         | V         | LG–KG     | GK        | P         |
| ----------------------- | ------ | ------ | ------ | ------ | ------ | ------ | ------ | --------- | --------- | --------- | --------- | --------- | --------- | --------- |
| Őszi szezon (1–11.)     | 7      | 4      | 2      | 1      | 22–11  | +11    | 10     | 4         | 3         | 0         | 1         | 13–8      | +5        | 6         |
| Tavaszi szezon (12–22.) | 4      | 3      | 1      | 0      | 17–6   | +11    | 7      | 7         | 4         | 2         | 1         | 20–7      | +13       | 10        |
| Összesen (1–22.)        | 11     | 7      | 3      | 1      | 39–17  | +22    | 17     | 11        | 7         | 2         | 2         | 33–15     | +18       | 16        |

### Magyar kupa
| 1935. február 19. |

| Ferencváros           | 9 – 2       | Attila FC |
| --------------------- | ----------- | --------- |
| Sárosi I Kemény Toldi | Jegyzőkönyv |           |

| Hungária körút, Budapest |

| 1935. március 25. |

| Ferencváros | 4 – 1       | Szürketaxi FC |
| ----------- | ----------- | ------------- |
| Móré Táncos | Jegyzőkönyv |               |

| Üllői út, Budapest |

| 1935. május 1. |

| Ferencváros    | 2 – 1       | Újpest |
| -------------- | ----------- | ------ |
| Toldi Sárosi I | Jegyzőkönyv |        |

| Hungária körút, Budapest |

Döntő
| 1935. június 9. |

| Hungária | 1 – 2               | Ferencváros    |
| -------- | ------------------- | -------------- |
|          | (0 – 1) Jegyzőkönyv | Toldi Sárosi I |

| Hungária körút, Budapest Nézőszám: 8 000 Játékvezető: Iváncsics Mihály (magyar) |

### Egyéb mérkőzések
| 1934. augusztus 15. |

| FC Bratislava | 2 – 1       | Ferencváros |
| ------------- | ----------- | ----------- |
|               | Jegyzőkönyv | Székely     |

| Pozsony |

| 1934. augusztus 18. |

| Hertha Berlin | 2 – 7       | Ferencváros                         |
| ------------- | ----------- | ----------------------------------- |
|               | Jegyzőkönyv | Kemény Polgár Toldi Táncos Sárosi I |

| Berlin |

| 1934. augusztus 19. |

| Kölner Ballspiel-Club 1901 | 5 – 6       | Ferencváros                 |
| -------------------------- | ----------- | --------------------------- |
|                            | Jegyzőkönyv | Toldi Kemény Székely Polgár |

| Chemnitz |

| 1934. november 1. |

| Ferencváros, Hungária vegyes | 3 – 1               | FC Palermo |
| ---------------------------- | ------------------- | ---------- |
| Ódry Toldi                   | (1 – 0) Jegyzőkönyv |            |

| Üllői út, Budapest |

| 1934. december 15. |

| Fez válogatott | 0 – 14      | Ferencváros                  |
| -------------- | ----------- | ---------------------------- |
|                | Jegyzőkönyv | Sárosi I Toldi Kovács Táncos |

| Fez |

| 1934. december 16. |

| Meknes válogatott | 1 – 15      | Ferencváros                         |
| ----------------- | ----------- | ----------------------------------- |
|                   | Jegyzőkönyv | Sárosi I Toldi Lázár Lyka Monostori |

| Meknes |

| 1934. december 22. |

| Rabat válogatott | 0 – 8       | Ferencváros                                   |
| ---------------- | ----------- | --------------------------------------------- |
|                  | Jegyzőkönyv | Toldi Sárosi I Monostori Lázár Táncos Tunyogi |

| Rabat |

| 1934. december 24. |

| Marokkó | 0 – 6       | Ferencváros                          |
| ------- | ----------- | ------------------------------------ |
|         | Jegyzőkönyv | Toldi Sárosi I Tunyogi Polgár Kovács |

| Casablanca |

| 1934. december 25. |

| Vienna FC | 2 – 3       | Ferencváros    |
| --------- | ----------- | -------------- |
|           | Jegyzőkönyv | Sárosi I Toldi |

| Casablanca |

| 1934. december 30. |

| Újpest | 5 – 2       | Ferencváros     |
| ------ | ----------- | --------------- |
|        | Jegyzőkönyv | Kovács Sárosi I |

| Porto |

| 1935. január 1. |

| FC Porto | 1 – 2       | Ferencváros     |
| -------- | ----------- | --------------- |
|          | Jegyzőkönyv | Kovács Sárosi I |

| Porto |

| 1935. január 5. |

| AC Havre | 1 – 7       | Ferencváros    |
| -------- | ----------- | -------------- |
|          | Jegyzőkönyv | Sárosi I Lázár |

| Le Havre |

| 1935. január 6. |

| FC Montreuil | 0 – 8       | Ferencváros                        |
| ------------ | ----------- | ---------------------------------- |
|              | Jegyzőkönyv | Lázár Sárosi I Kovács Toldi Táncos |

| Párizs |

| 1935. április 21. |

| Ferencváros                | 5 – 4       | SK Židenice |
| -------------------------- | ----------- | ----------- |
| Kiss Kemény Sárosi I Toldi | Jegyzőkönyv |             |

| Hungária körút, Budapest |

| 1935. április 22. |

| Ferencváros      | 4 – 3       | Bayern München |
| ---------------- | ----------- | -------------- |
| Móré Kemény Kiss | Jegyzőkönyv |                |

| Hungária körút, Budapest |

| 1935. június 10. |

| Ferencváros | 1 – 2       | Admira Wacker Mödling |
| ----------- | ----------- | --------------------- |
| Toldi       | Jegyzőkönyv |                       |

| Üllői út, Budapest |

## Külső hivatkozások
- A csapat hivatalos honlapja (magyarul)
- Az 1934–1935-ös szezon menetrendje a tempofradi.hu-n (magyarul)